# Stadionul Oțelul
Stadionul Oțelul este un stadion de fotbal din Galați, România. Are o capacitate de 13.500 de locuri, toate pe scaune, și este utilizat pentru meciurile de acasă ale echipei de fotbal cu același nume. Suprafața de joc și vestiarele, respectiv tribunele au fost modernizate la începutul anului 2006. Pe 20 aprilie 2011, o comisie a Federației Române de Fotbal a omologat nocturna.
Arena este situată în cartierul „Țiglina III” al municipiului Galați. Aceasta a fost special construită pentru meciuri de fotbal, fără tradiționala pistă de atletism. Tribunele I și II sunt alcătuite din câte cinci sectoare, în timp ce peluzele au trei sectoare.

## Galerie imagini

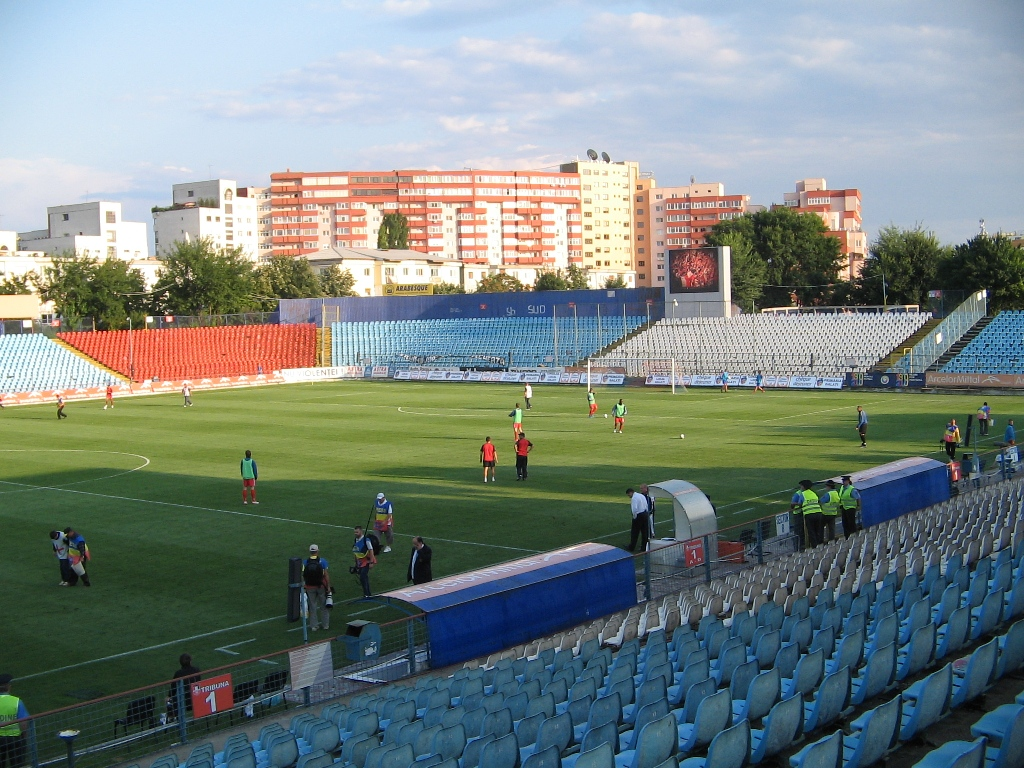
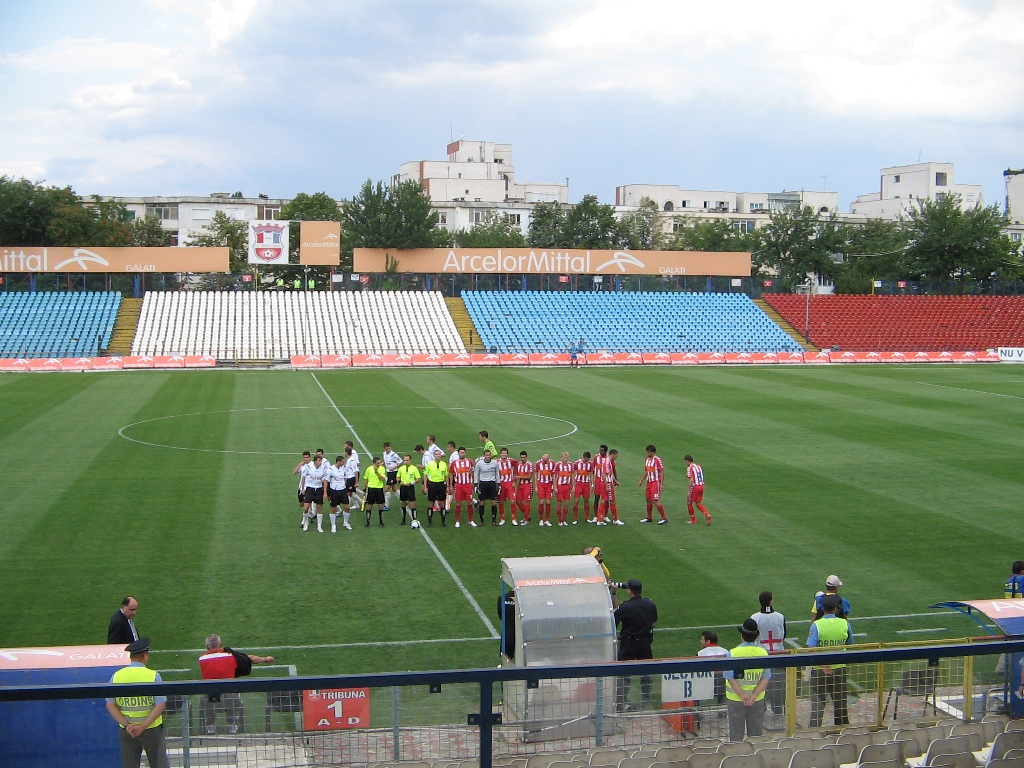
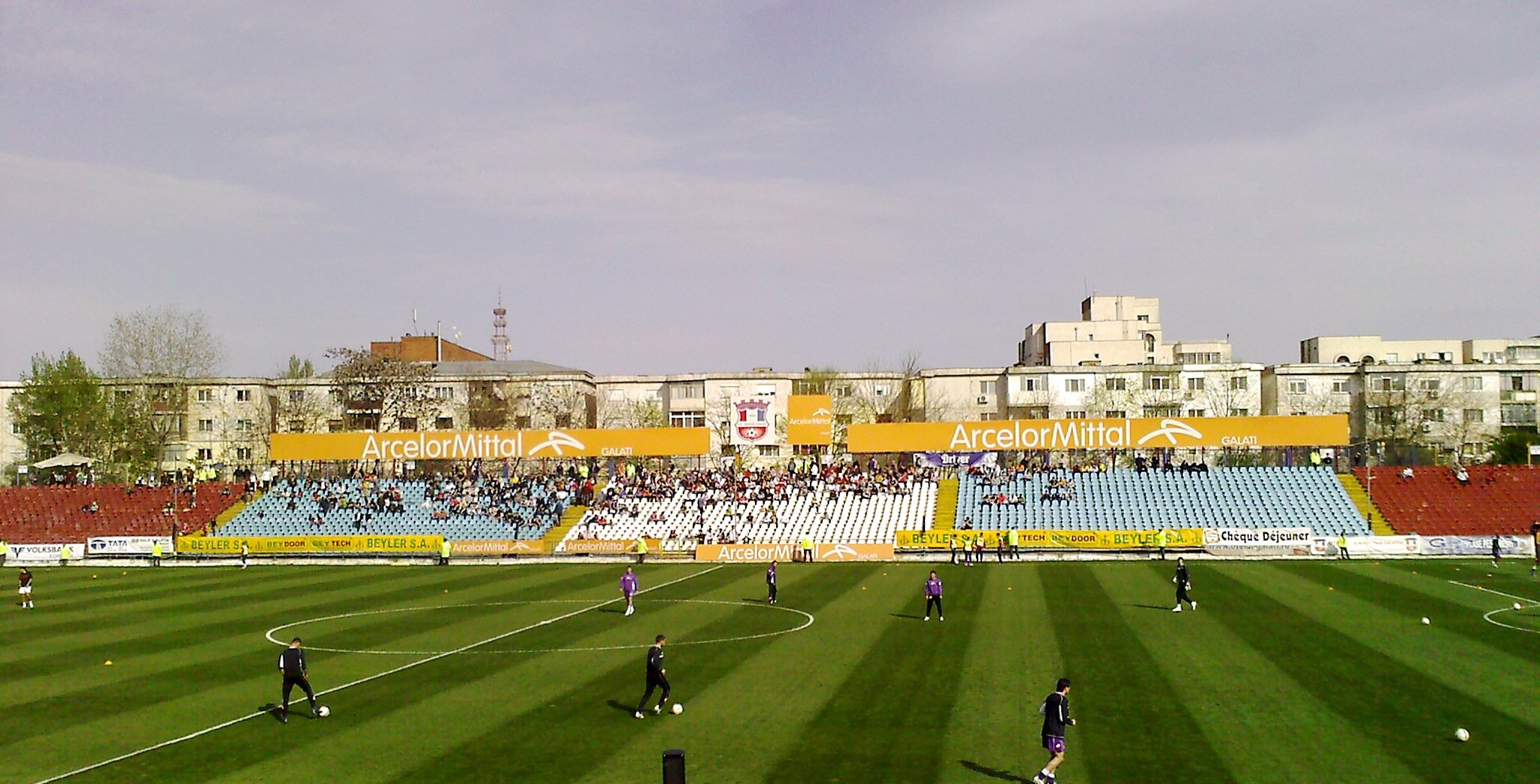
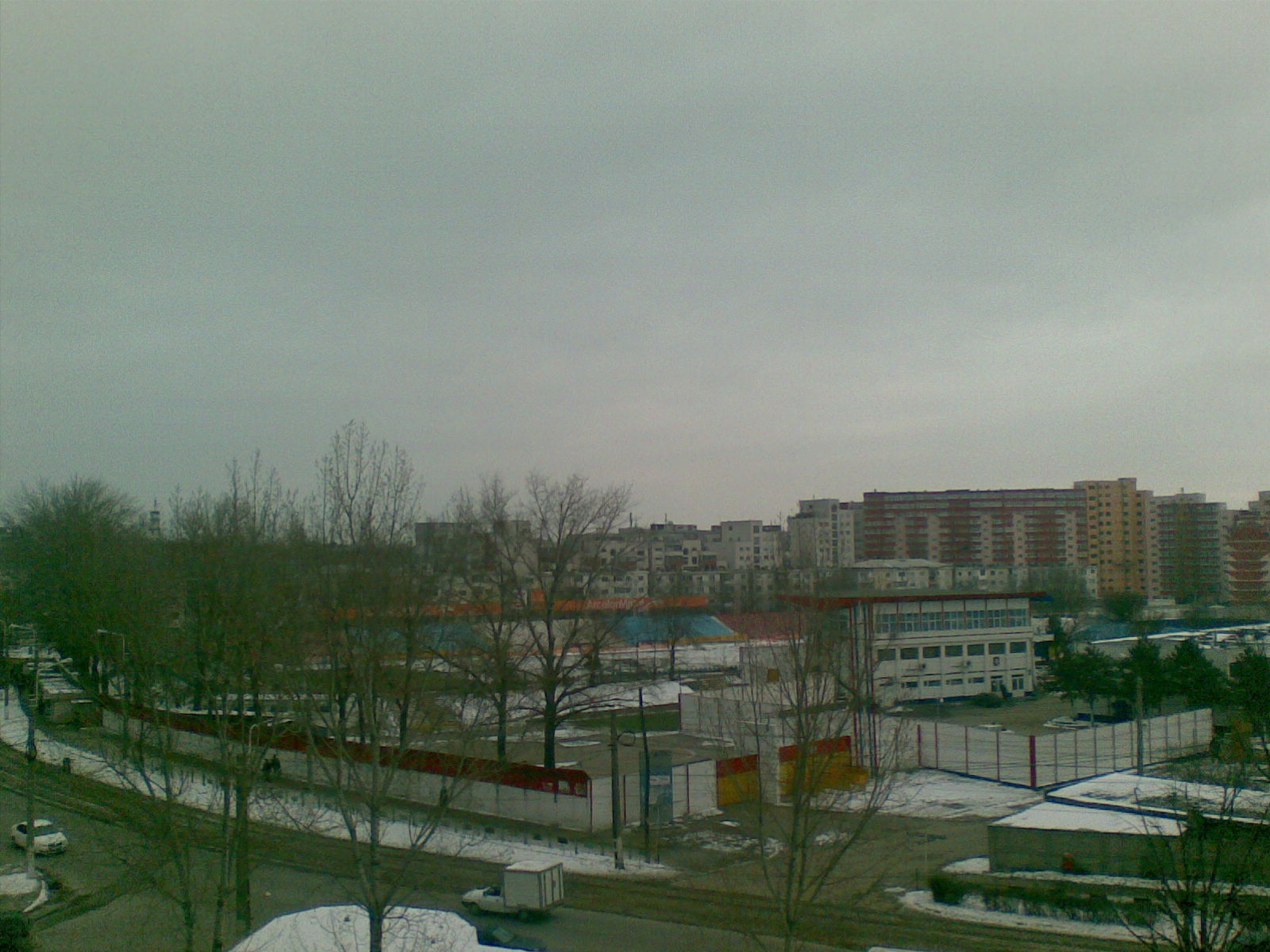